# James Bond (ornitholoog)
James Bond (de ornitholoog) (Philadelphia, Pennsylvania in Verenigde Staten, 4 januari 1900 - Philadelphia, 14 februari 1989) was een Amerikaanse ornitholoog. Zijn naam is niet toevallig door de schrijver Ian Fleming gebruikt voor de hoofdpersoon van zijn spionageverhalen.

## Biografie
Bond studeerde eerst in de Verenigde Staten. In 1914, na de dood van zijn moeder, verhuisde hij met zijn vader naar het Verenigd Koninkrijk. Daar studeerde hij onder andere aan het Trinity College van de Universiteit van Cambridge waar hij een BA (universitaire graad) haalde.
James Bond werkte lange tijd als conservator van de vogelcollectie van de Academie voor Natuurwetenschappen in Philadelphia. Hij was een expert op het gebied van vogels in het Caribisch gebied. Hierover schreef hij een groot aantal artikelen en een paar boeken. Zijn boek over de vogels van West-Indië, waarvan de eerste druk in 1936 verscheen, was lange tijd het standaardwerk over de avifauna van deze regio. In de jaren 1920 verzamelde hij ook vissen, waaronder nieuwe soorten die door anderen zijn beschreven. Hij ontving voor zijn werk diverse wetenschappelijke onderscheidingen.

## Hoe zijn naam terecht kwam in het werk van Ian Fleming
Ian Fleming was een enthousiast vogelaar toen hij op Jamaica woonde. Hij bezat de Field guide to birds of the West Indies van James Bond en hij was op zoek naar een zo gewoon mogelijke naam voor een romanfiguur in zijn boek Casino Royale uit 1953. Hij schreef aan de echtgenote van James Bond dat deze korte, onromantische, typisch angelsaksische en vooral mannelijk klinkende naam precies was wat hij zocht. In het werk van Fleming staan diverse toespelingen op het bestaan van de ornitholoog James Bond, bijvoorbeeld in zijn verhalenbundel For your eyes only waarin het baltsgedrag van de wimpelstaartkolibrie (Trochilus polytmus) wordt beschreven. In de film Die Another Day doet James Bond zich voor als ornitholoog, wat uiteraard als knipoog naar de Bondkenners bedoeld is. Ian Fleming en James Bond ontmoetten elkaar voor het eerst op 5 februari 1964 op Goldeneye Estate in Jamaica, waar Bond van Fleming een gesigneerd exemplaar kreeg van het boek You Only Live Twice. Daarin stond de tekst: "To the real James Bond from the thief of his identity. Ian Fleming, Feb. 5, 1964, (a great day!)".

## Zijn nalatenschap
James Bond beschreef acht vogelsoorten, waarvan zes samen met Rodolphe Meyer de Schauensee. De dwergvireo (Vireo nelsoni) werd door Bond alleen beschreven. Daarnaast beschreef hij 44 ondersoorten. Er is minstens één soort vis als eerbetoon naar hem genoemd Ariomma bondi en een paar ondersoorten waaronder de kerkuil (Tyto alba bondi) van een eiland voor de kust van Honduras.

### Publicaties
- Nesting of the Harpy Eagle (Thrasaetus Harpyia), The Auk, Vol. 44, No. 4, 1927, S.562-563
- A New Golden Warbler from the Island of St. Lucia, B. W. I., The Auk, Vol. 44, No. 4, 1927, S.571-572
- A remarkable West Indian Goatsucker, The Auk, Vol. 45, No. 4, 1928, S. 471-474
- The distribution and habits of the birds of the Republic of Haiti, Proceedings of the Academy of Natural Sciences of Philadelphia, Vol. 80, 1928, S. 483-521
- On the birds of Dominica, St. Lucia, St. Vincent, and Barbados, B.W.I., Proceedings of the Academy of Natural Sciences of Philadelphia, Vol. 80, 1928, S. 523-542
- The rediscovery of the St. Lucian Black Finch (Melanospiza richardsoni), The Auk, Vol. 46, No. 4, 1929, S. 523-526
- Notes on the Birds of St. Croix, U. S. V. I., The Auk, Vol. 47, No. 2, 1930, S. 270-271
- Notes on Some Birds from St. Lucia, B. W. I, The Auk, Vol. 49, No. 4, 1932, S. 496
- The Cuban Nightjar (Antrostomus C. Cubanensis) in the Isle of Pines, The Auk, Vol. 51, No. 4, 1934, S. 523
- The Status of the Great Blue Heron in the West Indies, The Auk, Vol. 52, No. 1, 1935, S. 76-77
- Lincoln's Sparrow (Melospiza L. Lincolni) Nesting Near Bangor, Maine, The Auk, Vol. 52, No. 1, 1935, S. 95-96
- The Name of the Antiguan Bullfinch, The Auk, Vol. 53, No. 2, 1936, S. 221
- Vireo Nelsoni Bond, The Auk, Vol. 53, No. 4, 1936, S. 458
- Resident birds of the Bay Islands of Spanish Honduras, Proceedings of the Academy of Natural Sciences of Philadelphia, Vol. 88, 1936, S. 353-364
- Willow Thrush in the Magdalen Islands, The Auk, Vol. 54, No. 1, 1937, S. 102
- New Records for Spanish Honduras, The Auk, Vol. 54, No. 1, 1937, S. 102
- Lincoln's Sparrow Nesting in Maine, The Auk, Vol. 54, No. 1, 1937, S. 102-103
- The Cape May warbler in Maine, The Auk, Vol. 54, No. 3, 1937, S. 306-308
- West Indian Orioles of the Genus Icterus, The Auk, Vol. 55, No. 3, 1938, S. 544
- Notes on birds from West Indies and other Caribbean islands, Notulae Naturae, Number 13, 1939, S. 1-6
- samen met Rodolphe Meyer de Schauensee, Descriptions of new birds from Bolivia. Part II - A new species of the genus Pauxi, Notulae Naturae, Number 29, 1939, S. 1-3
- Some Birds from Montserrat, British West Indies, The Auk, Vol. 56, No. 2, 1939, S. 193-195
- On a Specimen of Sporophila Cinnamomea (Lafresnaye), The Auk, Vol. 56, No. 4, 1939, S. 481
- Check-list of Birds of the West Indies,  Waverly Press, 1. Auflage, 1940
- samen met Rodolphe Meyer de Schauensee: On some birds from Southern Colombia, Proceedings of the Academy of Natural Sciences of Philadelphia, Vol. 92, 1940, S. 153-169
- Bahama Pintail and Cinnamon Teal in Cuba, The Auk, Vol. 57, No. 3, 1940, S. 412
- Identity of United States Specimens of Fork-tailed Flycatcher , The Auk, Vol. 57, No. 3, 1940, S. 418-419
- samen met Carroll Sargent Tyson: Birds of Mt. Desert island, Acadia national park, Maine, The Academy of Natural Sciences of Philadelphia, 1941
- samen met Rodolphe Meyer de Schauensee: Descriptions of new birds from Bolivia. Part IV, Notulae Naturae, Number 93, 1941, S. 1-7
- samen met Rodolphe Meyer de Schauensee: The birds of Bolivia, Academy of Natural Sciences of Philadelphia, 1942
- Some West Indian Birds' Eggs, The Auk, Vol. 58, No. 1, 1941, S. 109-110
- Nidification of the birds of Dominica, B.W.I, The Auk, Vol. 58, No. 3, 1941, S. 364-375
- samen met George Vanderbilt, Rodolphe Meyer de Schauensee: Results of the Fifth George Vanderbilt expedition (1941): (Bahamas, Caribbean sea, Panama, Galápagos archipelago and Mexican Pacific islands), Monograph (Academy of Natural Sciences of Philadelphia), Ausgabe 6, 1941
- Additional Notes on West Indian Birds, Proceedings of the Academy of Natural Sciences of Philadelphia, Vol. 94, 1942, S. 89-106
- Notes on the Devil Owl, The Auk, Vol. 59, No. 2, 1942, S. 308-309
- samen met Rodolphe Meyer de Schauensee: A new species of dove of the genus Leptotila from Columbia, Notulae Naturae, Number 122, 1943, S. 1-2
- Nidification of the passerine birds of Hispaniola, The Wilson Bulletin, Vol. 55, No. 2, 1943, S. 115-125
- A New flycatcher of the genus Myiophobus from Peru, Notulae Naturae, Number 127, 1943, S. 1-2
- samen met Rodolphe Meyer de Schauensee, A new race of Pyrrhura rupicola from Peru, Notulae Naturae, Number 138, 1944, S. 1-2
- Notes on the Arrow-Headed Warbler, The Wilson Bulletin, Vol. 56, No. 3, 1944, S. 172-173
- Check-list of Birds of the West Indies, Waverly Press, 2. Auflage, 1945
- Identity of Catesby's Tropic-Bird, The Auk, Vol. 62, No. 4, 1945, S. 660
- Field guide to birds of the West Indies: a guide to all the species of birds known from the Greater Antilles, Lesser Antilles and Bahama Islands, Macmillan, 1947
- A Second Specimen of Tangara Gouldi (Sclater), The Auk, Vol. 64, No. 1, 1947, S. 128
- Origin of the bird fauna of the West Indies, The Wilson Bulletin, Vol. 60, No. 4, 1948, S. 207-229
- Identity of Trinidad Barn Owls, The Auk, Vol. 66, No. 1, 1949, S. 91
- Check-list of Birds of the West Indies, Waverly Press, 3. Auflage, 1950
- Additional notes on West Indian birds, Notulae Naturae, Number 148, 1945, S. 1-4
- A New Woodhewer, Xiphocolaptes, from Peru, The Auk, Vol. 67, No. 2, 1950, S. 240-241
- Vireo Solitarius in Honduras, The Auk, Vol. 67, No. 3, 1950, S. 395
- A Large Sandpiper Clutch, The Wilson Bulletin, Vol. 62, No. 2, 1950, S. 93
- Some Remarks on West Indian Icteridae, The Wilson Bulletin, Vol. 62, No. 4, 1950, S. 216-217
- First supplement to the check-list of birds of the West Indies, Academy of Natural Sciences of Philadelphia, 1951
- Taxonomic notes on South American birds, The Auk, Vol 68, No. 4, 1951, S. 527-529
- Birds of Turneffe and Northern Two Cays British Honduras, Notulae Naturae, Number 260, 1954, S. 1-10
- Notes on peruvian Icteridae, Vireonidae and Parulidae, Notulae Naturae, Number 255, 1953, S. 1-15
- A new race of Gallinula chloropus from Barbados,  Notulae Naturae, Number 264, 1954, S. 1
- Notes on Peruvian Piciformes, Proceedings of the Academy of Natural Sciences of Philadelphia, Vol. 106, 1954, S. 45-61
- Notes on Peruvian Coerebidae and Thraupidae, Proceedings of the Academy of Natural Sciences of Philadelphia, Vol. 107, 1955, S. 35-55
- A New Race of Least Bittern from Peru, The Auk, Vol. 72, No. 2, 1955, S. 208-209
- Additional notes on Peruvian birds. II., Proceedings of the Academy of Natural Sciences of Philadelphia, 108, 1956, S. 227-247
- Nesting of the Pygmy Palm-swift, The Auk, Vol. 73, No. 3, 1956, S. 475
- Check-list of the Birds of the West Indies (1956), Academy of Natural Sciences of Philadelphia (met 25 aanvullingen tot in 1984)
- Notes on the White-breasted Thrasher, The Auk, Vol. 74, No. 2, 1957, S. 259-260
- samen met Sidney Dillon Ripley: The Black Noddy at Los Roques, Venezuela, The Auk, Vol. 77, No. 4, 1960, S. 473-474
- Extinct and near extinct birds of the West Indies, Research report, Ausgabe 4, International Committee for Bird Preservation. Pan American Section, 1961
- A new Blue Jay (Cyanocitta cristata) from Newfoundland, Proceedings of the Biological Society of Washington, Vol. 75, No 2, 1962, S. 205-206
- White-tailed Kite in Nicaragua, The Auk, Vol. 81, No. 2, 1964, S. 230
- Native birds of Mt. Desert Island and Acadia National Park, Academy of Natural Sciences of Philadelphia, 1969
- Native and winter resident birds of Tobago, Academy of Natural Sciences of Philadelphia, 1970
- samen met Annabelle Stockton Dod: A new race of Chat Tanager (Calyptophilus frugivorus) from the Dominican Republic, Notulae Naturae, Number 451, 1977, S. 1-4

- Bibliothèque nationale de France: cb13487423c (data)
- Gemeinsame Normdatei: 130348260
- International Standard Name Identifier: 0000 0000 8183 3207
- Library of Congress Control Number: n80061256
- Nationale Bibliotheek van Tsjechië: xx0202967
- Nationale bibliotheek van Australië: 36579048
- Nederlandse Thesaurus van Auteursnamen: 074060163
- Istituto Centrale per il Catalogo Unico: UFIV128650
- LIBRIS: 332798
- SNAC: w6fx7dhh
- Système universitaire de documentation: 035710640
- Trove: 381200
- Virtual International Authority File: 126145970366432252871
- WorldCat: E39PBJtGVVHgKvTqRmXJjqcVmd